# Партизани
Вижте пояснителната страница за други значения на Партизани.
Партизанът е член на нередовна военна сила, сформирана, за да се противопостави на контрола върху даден район от страна на чужда сила или на окупационна армия чрез някакъв вид въстаническа дейност. 
Терминът може да се отнася и за полевия елемент на съпротивителните движения. Най-разпространената употреба в съвременния език на няколко езика се отнася до бойците от окупационната съпротива по време на Втората световна война, особено при югославския партизански лидер Йосип Броз Тито.
Партизани са и участниците във въоръжената комунистическа съпротива в България по време на Втората световна война, както и някои техни сподвижници некомунисти, но най-често от левия спектър. Наричани са и „шумкари“.
По време на Втората световна война например са действали анархистки военизирани партизански отряди и бойни чети, а в XXI век анархистите в Гърция наричат себе си „градски партизани“.. Партизаните формират партизански отряди.